# Episodi di Élite (quinta stagione)
La quinta stagione della serie televisiva Élite, composta da 8 episodi, è stata interamente pubblicata dal servizio on demand Netflix l'8 aprile 2022.

| nº | Titolo originale           | Titolo italiano             | Pubblicazione |
| -- | -------------------------- | --------------------------- | ------------- |
| 1  | Yo lo maté                 | L'ho ucciso io              | 8 aprile 2022 |
| 2  | Todo vale                  | Vale tutto                  | 8 aprile 2022 |
| 3  | Átame                      | Legami                      | 8 aprile 2022 |
| 4  | El cuerpo                  | Il cadavere                 | 8 aprile 2022 |
| 5  | Por favor, di la verdad    | Dimmi la verità             | 8 aprile 2022 |
| 6  | No puedes comprar mi amor  | L'amore non si può comprare | 8 aprile 2022 |
| 7  | Tóxicos                    | Veleno                      | 8 aprile 2022 |
| 8  | Tu lado del mundo y el mío | La tua parte e la mia       | 8 aprile 2022 |

## L'ho ucciso io
- Titolo originale: Yo lo maté
- Diretto da: Dani de la Orden
- Scritto da: Jaime Vaca

### Trama
Durante una festa in un locale Philippe offre da bere a Cayetana, dicendole che le deve parlare. All'improvviso c'è un blackout e sullo schermo compare una ragazza francese di nome Elodie, la quale fa ascoltare un messaggio vocale di Philippe in cui il principe confessa di averla stuprata. Nel frattempo, Samuel si trova in stato d'arresto durante un interrogatorio. Dentro una piscina galleggia il corpo di uno studente di Las Encinas.
Passato. Benjamin ha introdotto nuove regole restrittive per ripristinare l'ordine a Las Encinas. Gli studenti devono arrivare puntuali, altrimenti non potranno accedere ai locali scolastici. È vietato l'uso dei social network per finalità non scolastiche, così come l'uso dei cellulari e persino gli assembramenti di studenti non sono autorizzati. Philippe ha espresso la volontà di lasciare la Spagna, dato che dopo la vicenda della limousine la sua permanenza a scuola è diventata complicata, con continui insulti da parte degli altri studenti che gli danno dello stupratore. Intanto, l'istituto accoglie due nuovi studenti, Isadora e Iván. Isadora è molto ricca e vanta numerosi fan sui social, dove si definisce "fan di Philippe". Iván invece è un ragazzo brasiliano molto maturo perché costretto a badare al padre Cruz, un calciatore che trascorre le proprie giornate a far festa dentro casa.
Da quando Ander è partito, Omar è diventato molto possessivo e scrive numerosi messaggi al fidanzato, le cui risposte iniziano però a diradarsi. Per questo motivo, Omar ha iniziato una relazione esclusivamente sessuale con Patrick. Quest'ultimo si invaghisce del nuovo arrivato Iván, benché costui chiarisca di non essere gay, ma di apprezzare ugualmente il suo corteggiamento. Benjamin non è affatto contento del comportamento di Patrick, a cui rimprovera di non esserci stato quando Ari aveva bisogno di lui. La polizia si presenta a scuola per fare domande sulla notte della scomparsa di Armando e i sospetti degli inquirenti sono rivolti verso Patrick. Per distogliere l'attenzione dal fratello, Mencía rivela che Armando l'aveva violentata. Isadora incolpa Cayetana di aver messo Philippe in una posizione difficile. Rimasti fuori dalla scuola perché entrambi in ritardo, Patrick e Iván trascorrono il pomeriggio insieme a bere. Patrick è sempre meno convinto dell'eterosessualità di Iván. Samuel vede Benjamin piangere per i guai in cui si sono cacciati i suoi figli, rassicurandolo sul fatto che Armando non potrà più fare loro del male. Cayetana diffonde un video in cui invita Philippe a non lasciare Las Encinas, poiché tornando nel suo Paese rischierebbe di riprecipitare nei suoi vizi.
Presente. Alla domanda se è sicuro di quanto sta affermando, Samuel risponde che è stato lui a uccidere l'uomo su cui si sta indagando.

## Vale tutto
- Titolo originale: Todo vale
- Diretto da: Dani de la Orden e Ginesta Guindal
- Scritto da: David Lorenzo

### Trama
Rebe dichiara alla polizia che non è stato Samuel a uccidere l'uomo su cui si sta indagando il suo omicidio.
Passato. Il clima a Las Encinas è sempre più teso. Benjamin ha installato un sistema di geolocalizzazione che gli consente di sapere in ogni momento dove si trovano gli studenti. Patrick si pone alla guida della protesta studentesca, organizzando una festa all'insegna della più assoluta fluidità sessuale. L'idea riscuote grande successo, anche perché gli invitati metteranno i cellulari in "modalità aereo" per non essere rintracciabili. Philippe e Cayetana iniziano a vedere la psicologa della scuola per provare a risolvere i problemi del principe. Rimasto male dopo aver sentito Cayetana definirlo "predatore", Philippe è determinato a voler cambiare e si libera di tutti gli alcolici che teneva in casa. Benjamin sorprende Samuel e Ari intenti ad amoreggiare nel locale attrezzi della palestra. Il preside accusa Samuel di aver traviato sua figlia ed esige che la riporti sulla retta via. Omar conosce Bilal, un rifugiato delle Comore passato nel Club del Lago alla ricerca di cibo, e gli offre un lavoro da lavapiatti. Mencía vuole recuperare l'amicizia con Rebe, la quale ha alzato un muro nei suoi confronti e non vuole più parlarle.
Provocato da Patrick che lo ritiene troppo etero per poter partecipare alla festa, Iván accetta la sfida e al party si bacia con Rebe. La ragazza lo ferma prima che possano andare troppo oltre, avvertendolo che è lesbica. Patrick si vendica andando con Philippe, nel frattempo lasciato solo da Cayetana che ritiene stia esagerando in questa sua svolta purista. Patrick rilancia con Iván e vuole che adesso baci un ragazzo per dimostrare che non ha alcun limite. Iván lo accontenta, baciandosi con Samuel. Omar sorprende Bilal intento a rubare le mance della giornata e lo caccia via, deluso per essersi fidato di lui. Nel frattempo, alla festa i ragazzi iniziano a condividere foto e video, attirando l'attenzione di Benjamin che è quindi in grado di sapere dove si trovano. Arrivato sul posto, il preside resta inorridito quando Patrick gli vomita addosso e Ari si struscia con Samuel, il che significa che i suoi ammonimenti non hanno avuto alcun effetto.
Presente. Rebe è sempre più convinta che non sia stato Samuel a uccidere l'uomo sul cui omicidio si sta indagando. Il detective le chiede se sta proteggendo Samuel o se quest'ultimo sta proteggendo qualcun altro.

## Legami
- Titolo originale: Átame
- Diretto da: Lino Escalera
- Scritto da: Jessica Pires e Lluís Mosquera

### Trama
Ari racconta alla polizia che suo padre è talmente esigente da riuscire a convincere chiunque a fare qualunque cosa pur di accontentarlo.
Passato. Omar ospita Bilal in casa, con disappunto di Samuel che non vede molto chiara la storia personale del rifugiato. Benjamin vuole che gli studenti si sottopongano a un test antidroga, con espulsione di tutti coloro i quali risulteranno positivi. Siccome la sera prima c'è stata la festa sfrenata organizzata da Patrick, in molti sarebbero puniti e quindi avviene un ammutinamento generale, con rifiuto di effettuare il test. A questo punto Benjamin stabilisce che ci dovrà essere un'espulsione e a decretarla saranno proprio gli studenti con una votazione. I due principali candidati all'espulsione sono Samuel e Omar, i cui contesti familiari poco abbienti darebbero meno conseguenze rispetto agli altri studenti di ricca estrazione sociale.
Iván vuole farsi perdonare da Patrick e si procura i biglietti per andare a una rassegna su Almodóvar, a cui parteciperanno anche i loro amici. Prima di andare al drive-in, Iván va a casa di Patrick per indossare dei vestiti adatti all'occasione. Dopo che Iván le ha dato un bacio, Ari gli chiede di mettere in chiaro le cose tra lui e Patrick perché il fratello si sta facendo troppe illusioni su una storia che non potrà mai nascere. Rebe e Mencía rompono definitivamente.  Iván obbedisce ad Ari e mette un punto fermo a Patrick, chiarendo una volta per tutte di non aspettarsi un qualcosa che non gli potrà mai dare. Bilal si presenta a casa ferito per un pestaggio e, accorgendosi che Omar sta avendo un'erezione, inizia a baciarlo. Omar lo ferma, avendo capito che Bilal è cresciuto nella convinzione di doversi concedere agli altri per ottenere qualsiasi cosa. Samuel si arrabbia con Omar perché è sparito il suo portatile, convinto che l'abbia rubato Bilal.
A Las Encinas la votazione vede un pareggio tra Samuel e Omar, ma quest'ultimo deve ancora esprimere il proprio voto e, in caso di pareggio, saranno espulsi entrambi. A sorpresa Omar, memore delle tensioni degli ultimi giorni, vota per espellere Samuel, convinto che Benjamin non faccia sul serio. Al contrario, il preside decreta l'espulsione di Samuel, anche se non è definitiva, ma soltanto per tre giorni. Samuel è comunque molto deluso dal comportamento di quello che credeva un amico e lo caccia di casa. Benjamin ricorda a Samuel il discorso che gli fece tempo prima, quando disse che doveva smetterla di combattere le battaglie degli altri e concentrarsi invece su sé stesso.
Presente. Ari domanda a Samuel come mai si è fatto arrestare, alludendo a un qualcosa di sconvolgente che gli avrebbe fatto Benjamin.

## Il cadavere
- Titolo originale: El cuerpo
- Diretto da: Lino Escalera
- Scritto da: Jaime Vaca

### Trama
Più che passato. Armando minaccia Benjamin di rivelare il suo segreto, ovverosia che attraverso le sue società è riuscito a entrare in possesso dei dati personali degli uomini più potenti di Spagna.
Passato. Il Club del Lago ospita un'asta di beneficenza voluta da Benjamin per raccogliere fondi a sostegno dei giovani economicamente svantaggiati. Rebe si presenta alla festa accompagnata alla sua nuova fidanzata Jess, una tipa piuttosto appiccicosa. Philippe invece si accorge che Isadora è poco interessata a lui, tanto da non ascoltarlo mentre gli racconta della sua famiglia. Isadora versa della droga nel succo di Philippe, così da renderlo più allegro. Samuel sorprende Bilal intento a rubare il cellulare di un ospite, avvertendolo che è una serata importante e non deve fare stupidate. Quando Benjamin constata che è davvero un peccato vedere sprecato un potenziale come il suo, Samuel prende la decisione di licenziarsi e pensare unicamente al proprio futuro, affidandosi alle cure del preside. Omar vede il cadavere di Armando emergere dall'acqua.
Ari e Iván vanno in barca, passando accanto al corpo di Armando. Patrick arriva in ritardo al party e in evidente stato di alterazione da consumo di droga. Dopo aver urtato una scultura in palio all'asta, Patrick manifesta tutto il suo disprezzo nei confronti del padre, accusato di non averlo mai accettato come figlio. A Benjamin, secondo Patrick, piacciono invece i tipi come Samuel, ragazzi amorfi che può plasmare a sua immagine e somiglianza. Uscito dal Club, Patrick va ulteriormente in crisi nel vedere Ari e Iván baciarsi. Come vendetta, Patrick si bacia con Cruz, il padre di Iván. Provocata da Jess, Mencía le tira addosso il cellulare, mancandola. Andata a recuperarlo, Mencía si accorge che dietro la cover, regalatale tempo prima da Armando, è nascosta una sim card che rivela delle informazioni compromettenti sugli affari di suo padre. Omar e Bilal tirano a riva il corpo di Armando. Omar chiede a Bilal di chiamare Rebe, ma il giovane chiede l'aiuto di Samuel perché spera di favorire una pace tra i due ex amici. Chiamata anche Rebe sulla scena, Samuel prende la decisione di telefonare alla polizia perché è impensabile disfarsi nuovamente del corpo.
Presente. Si scopre che lo studente di Las Encinas che galleggia in acqua è Samuel.

## Dimmi la verità
- Titolo originale: Por favor, di la verdad
- Diretto da: Ginesta Guindal
- Scritto da: Almudena Ocaña e Jaime Vaca

### Trama
La polizia sgombera il Club e chiede a Benjamin di consegnare il cellulare per confrontarlo con quello di Armando. Alla domanda degli inquirenti, Benjamin risponde di possedere soltanto il telefonino appena consegnato. In realtà Benjamin ne ha un altro che passa di nascosto a Mencía, senza sapere che l'ispettore li ha visti dalle telecamere. Benjamin convoca Samuel e Ari in ufficio per concordare la linea da tenere rispetto a questa faccenda. Senza bisogno di dire nulla, Benjamin ha capito perfettamente che Samuel sta coprendo il vero responsabile della morte di Armando, Guzmán, guarda caso scappato all'estero subito dopo la notte del delitto.
Iván propone a Patrick di marinare la scuola, trascorrendo la giornata a bere e divertirsi. Patrick non sa come cavarsi da una situazione sempre più imbarazzante per lui, dato che Iván vuole farsi perdonare il corteggiamento ad Ari all'asta e al tempo stesso Cruz gli dà appuntamento in camera sua a mezzanotte, così da riprendere quanto iniziato al Club. Iván desidera sperimentare il sesso gay e Patrick lo accontenta, saltando l'incontro con Cruz che il giorno dopo gli chiede spiegazioni. Patrick mette un punto fermo a Cruz, ritenendo poco opportuno quello che sta facendo alle spalle di suo figlio. Cayetana incontra Felipe, un vecchio amico che lavora in una onlus. Al Club incontrano Philippe e Isadora, concordando di cenare tutti insieme. Cayetana si accorge che Isadora ha evidenti problemi con la droga e la riaccompagna all'albergo in cui alloggia. Cayetana si sbarazza di tutta la droga che Isadora teneva nascosta in svariati punti della suite. Isadora le confida che la sua dipendenza nasce dalla solitudine a cui l'assenza dei genitori, perennemente impegnati in giro per il mondo, l'ha condannata.
La polizia torna a Las Encinas con un mandato di perquisizione per l'ufficio di Benjamin. Mencía cerca il cellulare che il padre le aveva chiesto di nascondere, ma l'ispettore sapeva dove l'aveva messo e vorrebbe che la ragazza collaborasse con le autorità per smascherarlo. Samuel si dichiara colpevole dell'omicidio di Armando, venendo immediatamente arrestato. L'autodenuncia di Samuel è stata concordata tra lui e Benjamin, il quale gli ha assicurato la miglior assistenza legale e che, una volta finita questa storia, avrà la strada completamente spianata per qualsiasi cosa vorrà fare nella vita.

## L'amore non si può comprare
- Titolo originale: No puedes comprar mi amor
- Diretto da: Ginesta Guindal
- Scritto da: David Lorenzo e Jaime Vaca

### Trama
La cauzione per il rilascio di Samuel ammonta a 25.000 €. Benjamin però non ha intenzione di pagarla e con gli avvocati ha elaborato una strategia alternativa, puntando sull'infermità mentale transitoria del ragazzo. Philippe si offre di mettere i soldi, ma i genitori gli hanno bloccato i prelievi perché così ha stabilito Benjamin. Mencía consegna al padre la sim, ma si pente quando scopre che si è rimangiato la parola e non vuole aiutare Samuel. L'unica soluzione è rappresentata da Cruz, che essendo calciatore ha ingenti entrate. Iván prova a parlarne con il padre, incassando però un rifiuto quando gli rivela di essere bisessuale perché è attratto sia da Ari che da Patrick. A questo punto Iván, tacciato il padre di omofobia, decide di organizzare un pink party con il quale raccogliere i fondi necessari al pagamento della cauzione di Samuel.
Il pink party prevede che tutti gli invitati siano messi all'asta, trascorrendo il resto della serata con chi verserà la somma più alta. Rebe viene piantata in asso da Jess, dopo la scoperta che Mencía ha fatto l'offerta più alta per lei. Rebe non è però dell'umore giusto per continuare, promettendo a Mencía che presto potrà riscuotere la vincita. Felipe punta Cayetana, ma è convinto di aver perso in partenza contro Philippe. In realtà, a vincere Cayetana è proprio Felipe e la ragazza apre gli occhi a Philippe, facendogli capire che Isadora gli sta morendo dietro. Iván si aggiudica Ari, ma resta di sasso quando vede arrivare suo padre e che costui ha "comprato" Patrick. Cruz si scusa per il suo comportamento, promettendo di versare la somma mancanta per arrivare ai 25.000 €. Iván scopre suo padre e Patrick intenti ad amoreggiare in piscina. Il mattino seguente Samuel ritorna a scuola e abbraccia Benjamin, convinto che sia stato lui a versare la cauzione. Quando gli viene rilevato che invece deve ringraziare Iván e suo padre, Samuel resta interdetto.
Presente. Samuel sta fuggendo da casa di Benjamin e si accascia a terra, con Patrick che lo insegue sporco di sangue.

## Veleno
- Titolo originale: Tóxicos
- Diretto da: Eduardo Chapero-Jackson
- Scritto da: Jessica Pires, Lluís Mosquera e Jaime Vaca

### Trama
La polizia offre un accordo a Samuel. Se aiuterà gli inquirenti a collegare Benjamin ai traffici di Armando, il caso verrà archiviato senza conseguenze per lui. Samuel è titubante sul tradire Benjamin, visto che il preside gli sta assicurando un futuro radioso, ma Rebe riesce a fargli capire che deve schierarsi dalla parte dei suoi amici. Samuel fa pace con Ari, così da potersi autoinvitare a cena dai Blanco. In uno slancio di affetto paterno verso Mencía, Benjamin invita anche Rebe, senza sapere che in questo modo le sta offrendo l'opportunità di cercare la sim dentro casa sua. Rebe coinvolge nel piano anche Cayetana, incaricata di cercare la sim nell'ufficio di Benjamin, mentre lei e Samuel saranno a cena dai Blanco. Iván non vuole che Patrick si avvicini più a lui e suo padre, definendolo una persona tossica. Tre studenti di Las Encinas chiedono a Isadora i biglietti per entrare nella sua discoteca di Ibiza. Quando vede Iván giù di morale per la discussione con Patrick, Isadora invita lui e i tre studenti ad andare tutti insieme a Ibiza.
La cena a casa Blanco vede un Patrick di pessimo umore per i filmati che Iván sta postando sui social da Ibiza. Benjamin rimprovera il figlio perché il suo nervosismo sta guastando una felice serata familiare, trascurando le sorelle che hanno portato i rispettivi fidanzati. Patrick mette le mani addosso a Benjamin, il quale si rende conto che deve risolvere una volta per tutte i dissidi con il figlio. Rebe approfitta della situazione per andare alla ricerca della sim, ma viene scoperta da Mencía, delusa perché la sta usando per i suoi scopi. Rebe convince Mencía a darle la sim perché è la cosa giusta da fare, non potendo continuare a proteggere un padre criminale. Intanto, a Las Encinas Cayetana viene sorpresa a frugare nell'ufficio di Benjamin. Non appena questi viene avvertito, Samuel e Rebe lasciano la cena, con la scusa che a Rebe è venuto il ciclo. Philippe si precipita a Ibiza, determinato a riprendersi Isadora che continua a buttarsi via con le sostanze illecite. Isadora è disposta a farla finita con le droghe, ma vuole che Philippe si unisca a lei per un'ultima serata di bagordi.
Alterato dalle droghe, Iván manda un audiomessaggio in cui dice che sta provando in ogni modo a togliersi Patrick dalla testa, ma non ci riesce. Anziché a Patrick, il messaggio viene inviato ad Ari. Nonostante il discorso fattogli dal padre sulla necessità di superare il suo egocentrismo, Patrick va a casa di Cruz. Isadora sviene sul letto e i tre studenti di Las Encinas iniziano ad abusare di lei, con Iván e Philippe troppo storditi dalla droga per poter intervenire.

## La tua parte e la mia
- Titolo originale: Tu lado del mundo y el mío
- Diretto da: Eduardo Chapero-Jackson
- Scritto da: Jessica Pires e Jaime Vaca

### Trama
Ari tenta di far desistere Samuel dal consegnare la sim alla polizia, un atto che condurrebbe la sua famiglia alla rovina perché si spezzerebbe il sottile filo che li ha tenuti uniti per tutto questo tempo. Nonostante questo, Ari ammette che lo capirebbe se decidesse di non ascoltarla. Samuel è orientato a salvare Benjamin, troppo allettato dalla possibilità di dare una svolta alla sua vita. Dopo averne discusso con Rebe, Samuel capisce che deve smetterla di credere alle mirabolanti promesse di Benjamin e fare invece la cosa giusta. Iván, Philippe e Isadora hanno ricordi sfocati della nottata di Ibiza, anche se qualche frammento sconnesso riaffiora alla loro mente. Isadora ha dolori addominali e perdite di sangue, segnali inequivocabili della violenza sessuale. Licenziata da Las Encinas, Cayetana è pronta ad aprire un nuovo capitolo della sua vita con Felipe. Iván annuncia a Patrick che suo padre ha ricevuto un'offerta per giocare in Qatar, dunque molto presto si trasferiranno e non saranno più costretti a vedersi.
Samuel è nella centrale di polizia, pronto a denunciare Benjamin. Costui gli telefona per chiedergli un ultimo incontro a casa sua, dopo il quale potrà decidere se proseguire sulla sua strada oppure cambiare idea. Benjamin chiede ad Ari di portare Mencía e Patrick da un'altra parte, affinché lui e Samuel possano parlare indisturbati. Patrick viene convocato da Cruz al Club del Lago, dove è presente anche Iván. L'obiettivo di Cruz è rappacificare i due ragazzi, ringraziando Patrick perché lo ha aiutato a far emergere una parte di sé che ha sempre cercato di nascondere. Insultato da Iván che è ancora parecchio adirato per il triangolo messo in piedi dal padre, Patrick lascia il Club. Cruz comunica al figlio che ha rifiutato l'offerta dal Qatar, non volendo costringerlo all'ennesimo trasferimento con cui perderebbe le amicizie strette in Spagna, in particolare il bellissimo rapporto costruito con Patrick. Philippe dichiara il proprio amore a Isadora, convincendola ad andare dalla polizia per sporgere denuncia contro i tre studenti che l'hanno violentata.
Benjamin offre a Samuel l'ammissione alla business school di Oxford, preludio a un posto di lavoro nella sua holding. Samuel non intende farsi comprare e tenta di andarsene, venendo inseguito da Benjamin che lo strattona, facendolo scivolare a bordo piscina. Samuel batte la testa e finisce in acqua, privo di sensi. Rincasato, Patrick aiuta il padre a tirare Samuel fuori dall'acqua. Benjamin vorrebbe abbandonare Samuel fuori da un ospedale, ma Patrick è di diverso avviso e telefona ad Ari, la quale sopraggiunge con Mencía, Rebe e Omar. Nel frattempo, Samuel riprende conoscenza e cerca di tirarsi in piedi, ma fa soltanto pochi metri prima di crollare nuovamente a terra esanime. Rebe e Omar non possono fare altro che vedere Samuel morire tra le loro braccia. Benjamin subisce il voltafaccia dei figli che chiamano la polizia, facendolo arrestare. Iván arriva giusto in tempo per confortare lo sconvolto Patrick. Omar e Rebeka se ne vanno sconvolti per la morte di Samuel